# Dallas–Fort Worth Film Critics Association Awards 2014
20. ročník předávání cen asociace Dallas–Fort Worth Film Critics Association se konal dne 15. prosince 2014.

## Vítězové a nominace
| Nejlepší film | Nejlepší cizojazyčný film |
| --- | --- |
| 1. Birdman 2. Chlapectví 3. Kód Enigmy 4. Teorie všeho 5. Grandhotel Budapešť 6. Whiplash 7. Zmizelá 8. Selma 9. Divočina 10. Slídil                          | 1. Vyšší moc (Švédsko) 2. Ida (Polsko/Dánsko) 3. Zimní spánek (Turecko) 4. Leviatan (Rusko) 5. Divoké historky (Argentina)                                                   |
| Nejlepší mužský herecký výkon v hlavní roli | Nejlepší ženský herecký výkon v hlavní roli |

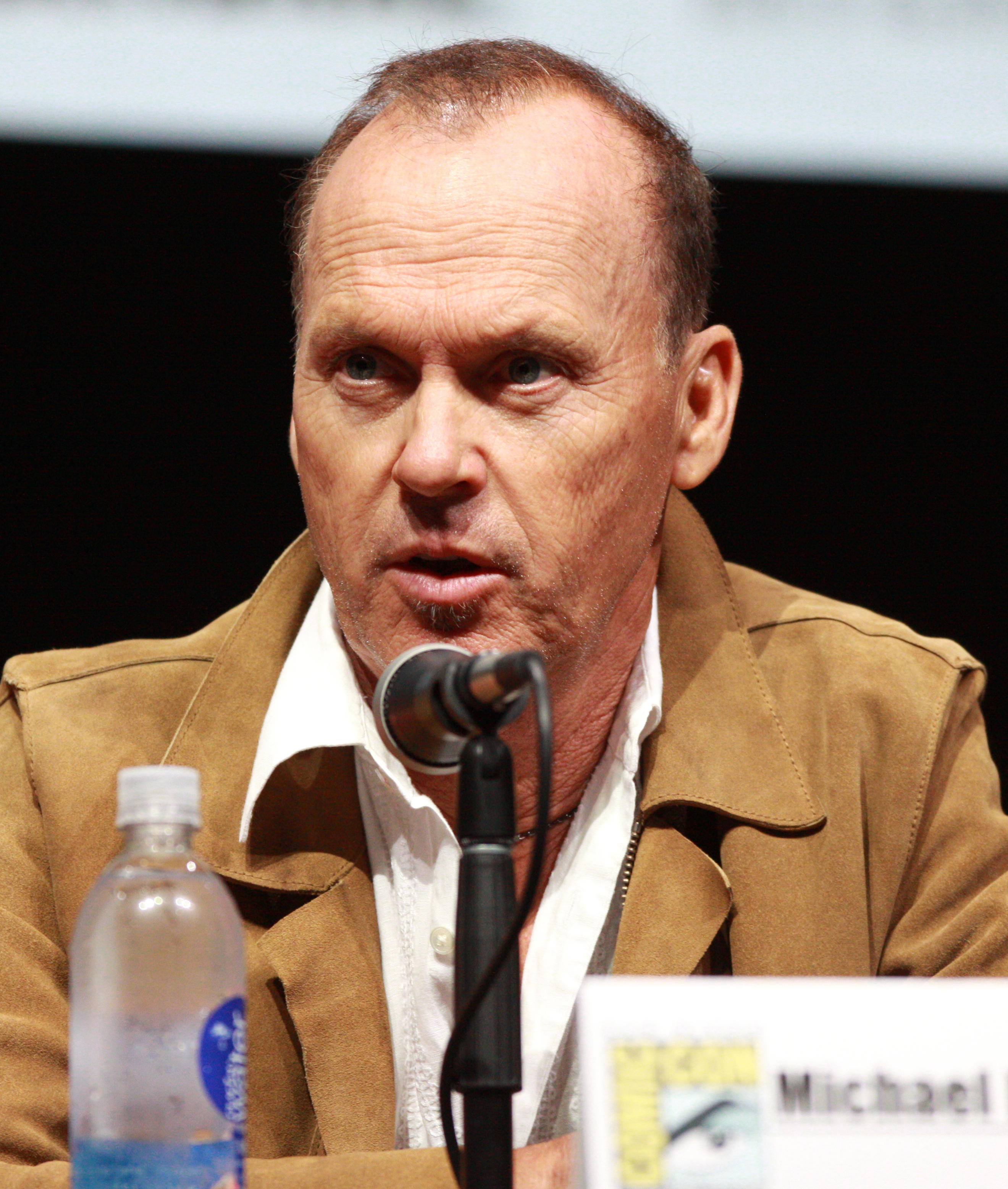
Michael Keaton, vítěz v kategorii nejlepší mužský herecký výkon v hlavní roli

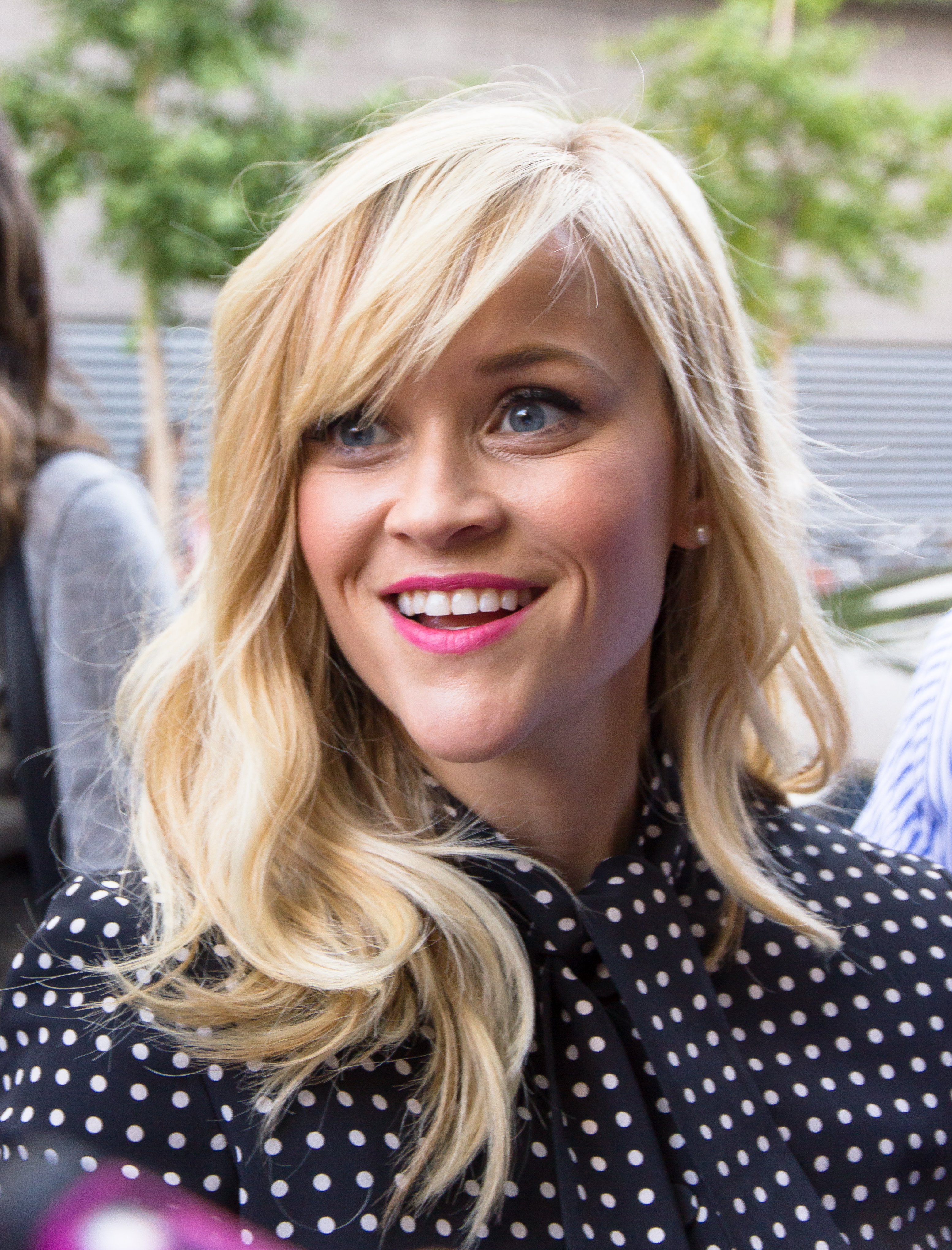
Reese Witherspoonová, vítězka v kategorii nejlepší ženský herecký výkon v hlavní roli

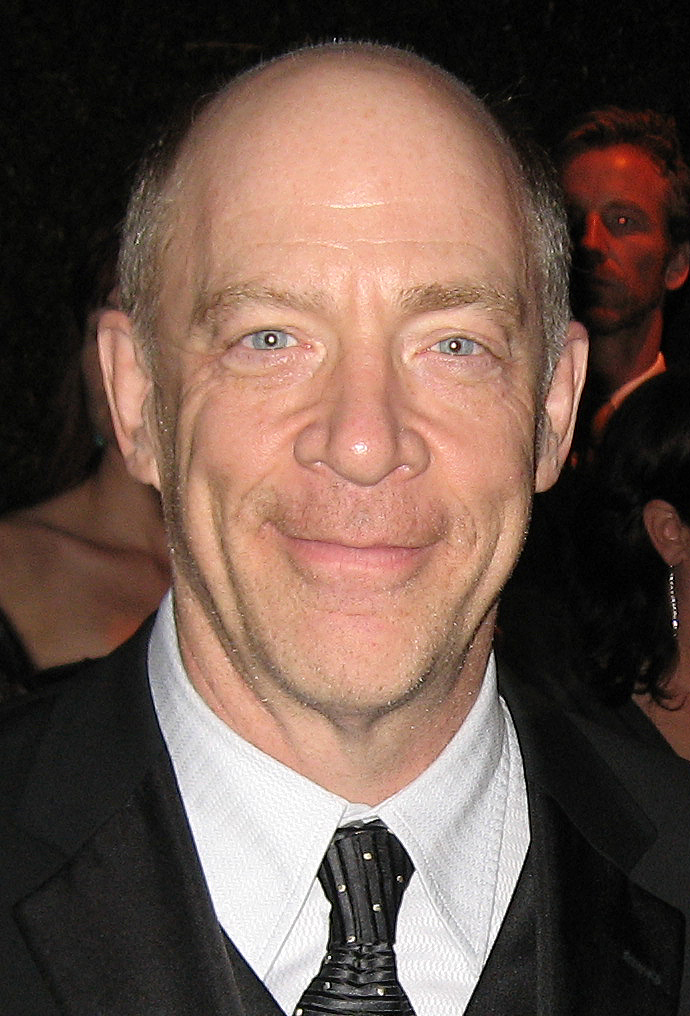
J. K. Simmons, vítěz v kategorii nejlepší mužský herecký výkon ve vedlejší roli

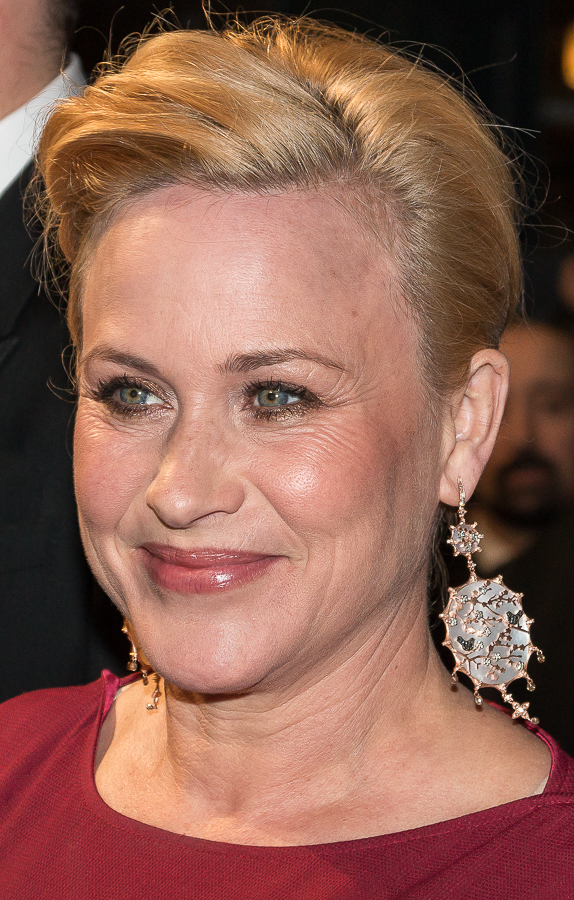
Patricia Arquette, vítěz v kategorii nejlepší ženský herecký výkon ve vedlejší roli

| 1. Michael Keaton – Birdman 2. Eddie Redmayne – Teorie všeho 3. Benedict Cumberbatch – Kód Enigmy 4. Jake Gyllenhaal – Slídil 5. Timothy Spall – Mr. Turner   | 1. Reese Witherspoonová – Divočina 2. Julianne Moore – Pořád jsem to já 3. Rosamund Pike – Zmizelá 4. Felicity Jones – Teorie všeho 5. Marion Cotillard – Dva dny, jedna noc |
| Nejlepší mužský herecký výkon ve vedlejší roli | Nejlepší ženský herecký výkon ve vedlejší roli |
| 1. J. K. Simmons – Whiplash 2. Edward Norton – Birdman 3. Ethan Hawke – Chlapectví 4. Mark Ruffalo – Hon na lišku 5. Alfred Molina – Ta zvláštní láska        | 1. Patricia Arquette – Chlapectví 2. Emma Stoneová – Birdman 3. Keira Knightley – Kód Enigmy 4. Jessica Chastainová – Válka bez pravidel 5. Laura Dern – Divočina            |
| Nejlepší režisér | Nejlepší dokument |
| 1. Alejandro G. Iñárritu - Birdman 2. Richard Linklater – Chlapectví 3. Wes Anderson – Grandhotel Budapešť 4. David Fincher – Zmizelá 5. Ava DuVernay - Selma | 1. Citizenfour 2. Život Rogera Eberta 3. Jodorowsky's Dune 4. Noční hosté 5. The Great Invisible                                                                             |
| Nejlepší animovaný film | Nejlepší kamera |
| 1. LEGO příběh 2. Velká šestka | 1. Emmanuel Lubezki - Birdman 2. Hoyte van Hoytema - Interstellar |
| Nejlepší scénář | Nejlepší skladatel |
| 1. Alejandro G. Iñárritu, Nicolás Giacobone, Alexander Dinelaris Jr., Armando Bo - Birdman 2. Richard Linklater – Chlapectví                                  | 1. Hans Zimmer - Interstellar |